# Estadio Teddy Kollek
El Estadio Teddy Kollek, también conocido como Estadio Teddy, es un estadio de fútbol ubicado en Jerusalén, Israel.  Es el estadio más grande del país y lleva el nombre de Teddy Kollek, alcalde de Jerusalén entre 1965 y 1993, durante cuyo mandato se construyó el complejo. Actualmente el estadio es utilizado por 2 equipos de fútbol de Jerusalén: el Beitar Jerusalén y el Hapoel Jerusalén.
Su construcción comenzó en 1990. Al momento de la inauguración, en 1992, solo las tribunas occidental y oriental estaban terminadas, lo que dejaba al estadio apto para recibir a 17 000 personas. En 1997 fue abierta la tribuna norte, lo que aumentó en 4000 la capacidad de espectadores posibles a albergar. El recinto, uno de los más nuevos del país, cuenta con accesos especiales para discapacitados, modernos baños y 5000 plazas de estacionamiento.
El Estadio Teddy ha sido escenario en el pasado de partidos de la selección de fútbol de Israel, así como también de la Ceremonia de Apertura de los Juegos Macabeos.

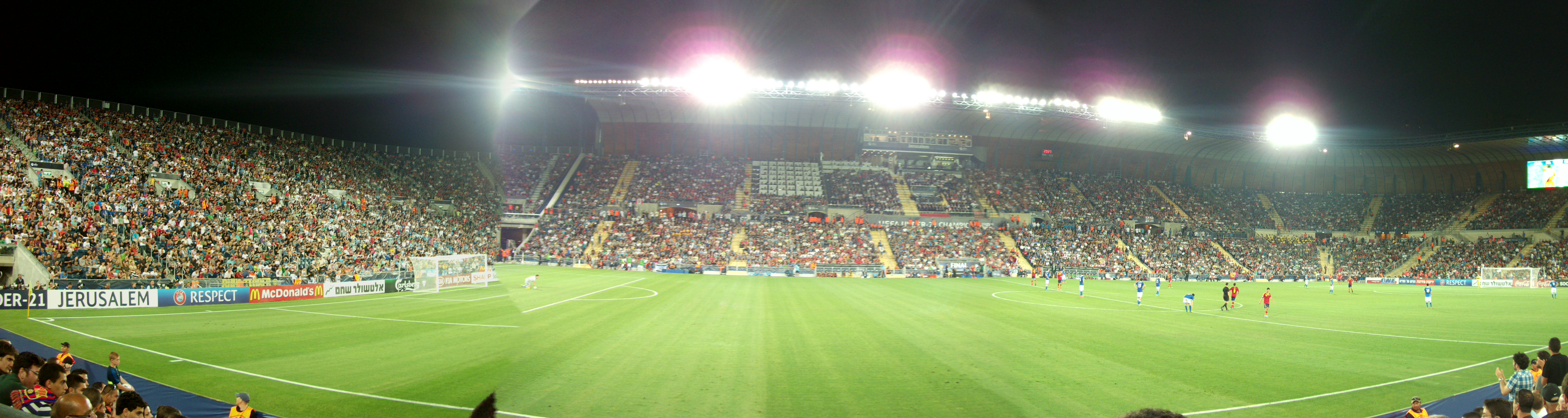
Imagen panorámica del estadio.